# 쉬크뤼 사라졸루 스타디움
쉬크리 사라졸루 스타디움(튀르키예어: Şükrü Saracoğlu Stadı)은 축구 경기장으로 터키의 이스탄불에 있는 카디퀴 지역에 위치해 있다. 이 경기장은 페네르바흐체 SK의 홈구장으로 1908년에 개장하였고, 1999년부터 2006년까지 보수를 통해 현재의 규모로 확장되었다. 2006년 10월 4일에 UEFA의 여러 번의 시찰을 통해 쉬크리 사라졸루 스타디움은 UEFA컵 2008-09 결승전의 경기장으로 선정되었다.
페네르바흐체 쉬크리 사라졸루 스타디움은 차례대로 관중석을 무너뜨리고 새로짓는 방식으로 완벽한 재건축 과정을 통해 보수되었다. 각각의 스탠드는 팬들이 경기장의 모습을 더 가까이 보기 위해 그라운드와 가깝게 지어졌다. 경기장의 스타일은 튀르키예에서 본 적이 없는 스타일이다.
"마라톤" 스탠드는 14,500명을 수용할 수 있다. 여기에는 클럽이 연 단위를 기본으로 하여 빌린 VIP석이 위치하고 있다. 이곳에는 TV, 인터넷과 회의 시설, 식당 시설을 비롯하여 많은 고급품으로 채워져 있다. 마라톤 스탠드의 맞은 편에는 "페네리움" 스탠드가 있다. 이 이름은 페네르바흐체의 공식 팬샵 체인점의 이름을 따서 지어졌다. 이 스탠드는 15,000명을 수용할 수 있다. 여기에도 마찬가지로 VIP석이 위치하고 있다. 여기에는 모든 좌석마다 LCD 모니터가 좌석의 뒤쪽에 붙어 있어서 생생한 장면을 리플레이와 함께 볼 수 있다. 각 골대 뒤쪽에 위치한 스탠드는 각각 "미그로스"와 "텔짐"으로 불린다. 각각의 스탠드는 10,500명을 수용할 수 있고, 경기장의 총 수용 인원은 50,509명이다.

## 역사
페네르바흐체 쉬크뤼 사라졸루 스타디움이 건설되기 전 이 지역은 파파즌 차으르(Papazın Çayırı, 성직자의 땅)이라는 지명으로 알려져있었다. 그러나, 터키 최초의 축구 경기장이 들어섰다. 그리고 이스탄불 축구 리그의 개막전도 열리게 됐다. 1908년 이스탄불 지역의 축구팀이 축구장을 필요로 하자, 오스만 제국의 술탄인 압뒬하미트 2세가 연 30 금화 파운드에 대여해주었다.

## 갤러리

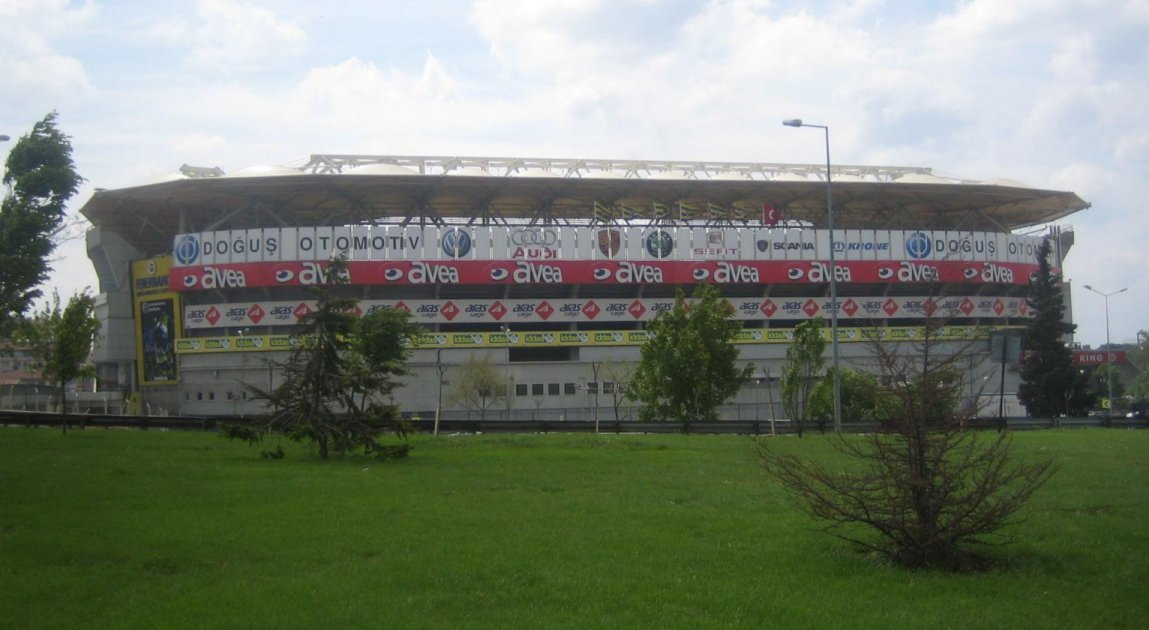
서쪽 관중석
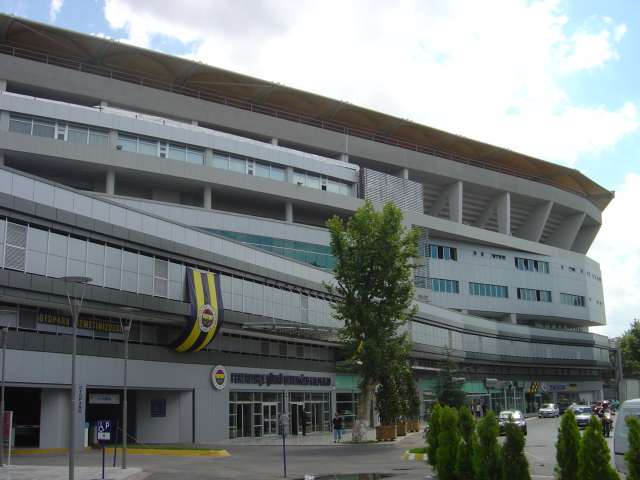
경기장 입구
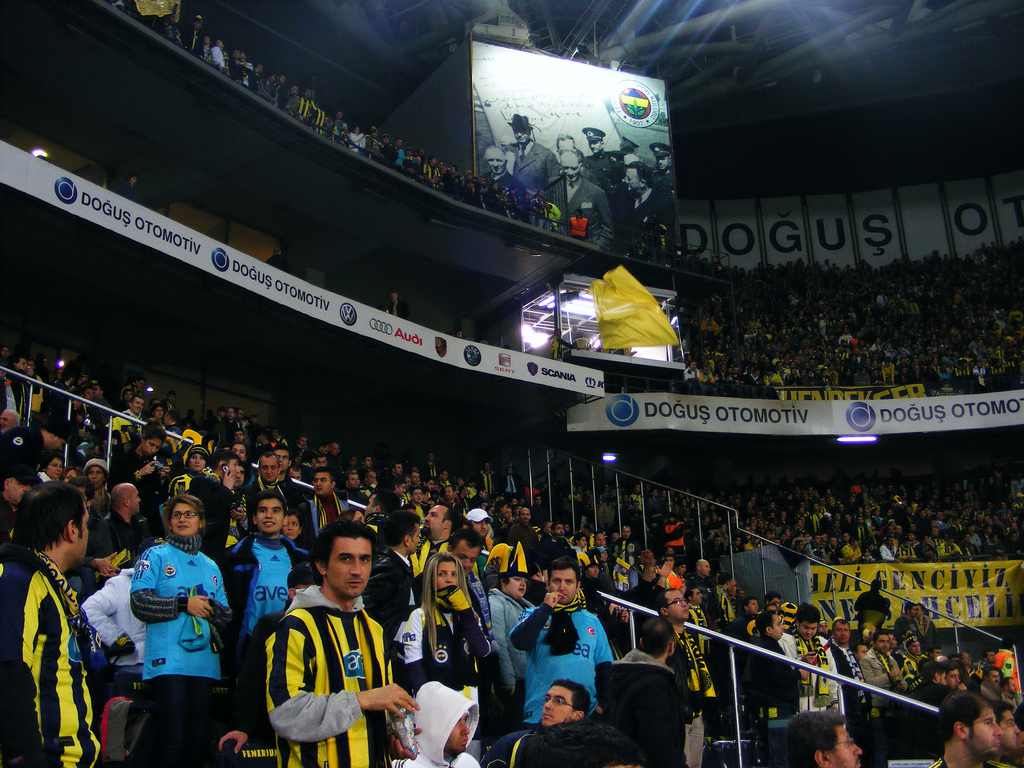
내부 전경
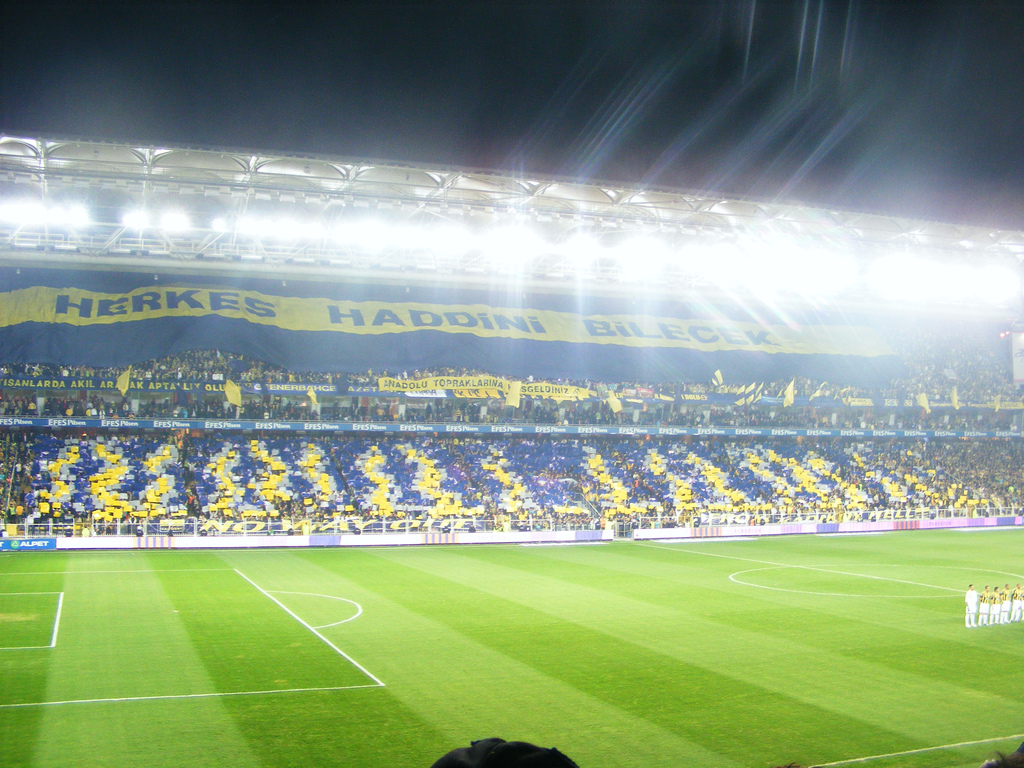
내부 전경
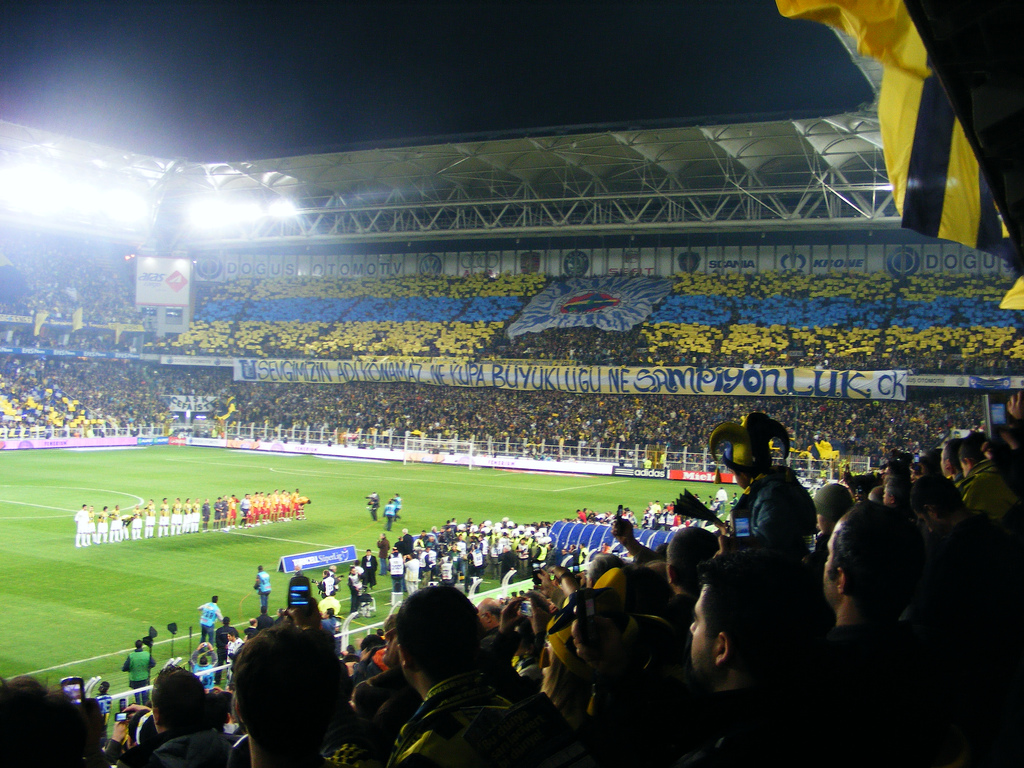
내부 전경
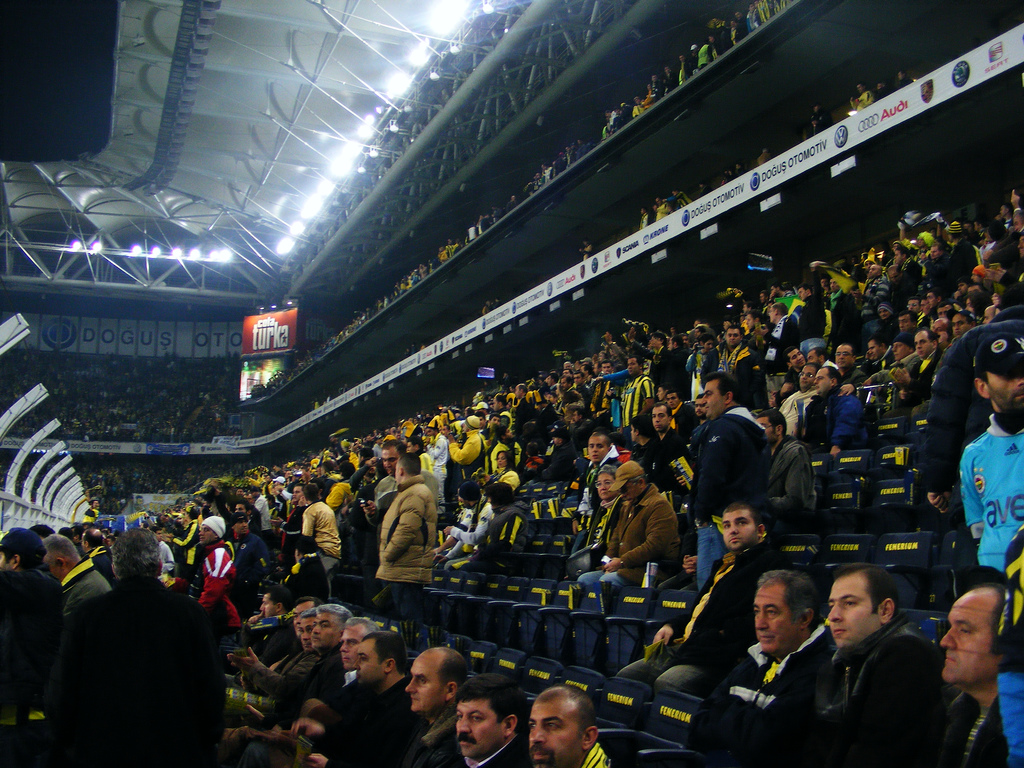
내부 전경